# Shifty Adventures in Nookie Wood
Shifty Adventures in Nookie Wood är den tidigare The Velvet Underground-medlemmen John Cales soloalbum, utgivet 2012. Albumet producerat av John Cale och släpptes under etiketten Double Six Records.

## Låtlista
1. I Wanna Talk 2 U
2. Scotland Yard
3. Hemmingway
4. Face to the Sky
5. Nookie Wood
6. December Rains
7. Mary
8. Vampire Cafe
9. Mothra
10. Living with You
11. Midnight Feast
12. Sandman (Flying Dutchman)

## Medverkande
- John Cale − bas, gitarr, keyboard, sång, viola, synthesizer
- Danger Mouse (I Wanna Talk 2 U)[2]
- Dustin Boyer − gitarr, synthesizer, sång
- Michael Jerome Moore
- Joey Maramba − bas